# لعل سامری
لعل سامری یک لعل ۵۰۰ قیراطی است که بزرگ‌ترین لعل شناخته‌شده دنیاست و بخشی از جواهرات ملی ایران به‌شمار می‌رود.

## پیشینه
این لعل و لعل کوچک‌تری به وزن ۲۷۰ قیراط (۵۴ گرم) توسط نادرشاه از هند به ایران آورده شد.